# Басанець Олександр Дмитрович
Олександр Дмитрович Басане́ць (нар. 3 вересня 1931, Лебедин) — український живописець і педагог; член Спілки радянських художників України з 1967 року. Заслужений діяч мистецтв УРСР з 1989 року. Батько живописця Олександра Басанця.

## Біографія
Народився 3 вересня 1931 року в місті Лебедині (нині Сумська область, Україна), де його сім'я мешкала у будинку на вулиці Щорса, № 51 (нині Батютенка). Навчався у Лебединській середній школі № 1, одночасно відвідував художній гурток, що діяв при Лебединському державному художньому музеї. 1955 року закінчив Одеське художнє училище; у 1962 році — Київський художній інститут. Навчався у Карпа Трохименка, Володимира Костецького, Віктора Пузиркова, Іллі Штільмана, Михайла Хмелька, Володимира Черникова, Олександра Сиротенка.
Після закінчення навчання викладав у Київському художньому інституті: з 1990 року — професор кафедри живопису та композиції. Мешкав у Києві, в будинку на вулиці Миропільській, № 94, квартира № 62, потім в будинку на вулиці Курганівській, № 3, квартира № 100.

## Творчість
Працював в галузі станкового живопису, зокрема у жанрах тематичної картини, пейзажу, натюрморту, портрету. Серед робіт:
- «Портрет товариша (Портрет Д. Я. Ледньова)» (1954; Лебединський художній музей)[2];
- «До нового життя» (1962);
- «Колгоспна весна» (1965; Лебединський художній музей)[2];
- «Портрет дівчини» (1966);
- «Весняним днем» (1967);
- «Над тихим Удаєм» (1968)
- «Революція кличе» (1971);
- «Ранкова пошта» (1972);
- «Сашко» (1973);
- «Гармонь співає» (1974)[2];
- «Молоді паростки» (1976);
- «Лабораторія» (1978)[2];
- «Трави цвітуть» (1978);
- «Проліски на підвіконні» (1979)[2];
- «Весна в партизанському загоні» (1980);
- «Дорогий образ» (1981);
- «Проліски надій (Перша повоєнна весна)» (1985);
- «Закохані» (1986)[2];
- «Коли на землі мир» (1986);
- серія пейзажів «Мій рідний край» (1987—1995);
- «Світлана» (1993; Лебединський художній музей)[2];
- «Понад Пслом» (1994);
- «Жіночий портрет. Вечірні промені» (1995)[2];
- «Сон-трава» (1998).

Брав участь у всеукраїнських виставках з 1963 року.
Крім згаданого музею, роботи художника зберігаються в Національному художньому музеї України, Сумському, Донецькому, Івано-Франківському художніх музеях.